# Seo Gwang-beom
Seo Gwang-beom (hangeul : 徐光範, hanja : 金玉均, 8 novembre 1859 - 17 juillet 1897), aussi connu sous ses noms anglais Kennedy Seo ou Kenneth Seo, est un militant réformiste coréen de la fin de la période Joseon.

## Biographie
Seo Gwang-beom est né dans le clan Daegu Seo. Il épouse Dame Kim du clan Shin Andong Kim quand il est jeune garçon, mais elle décède très jeune, ce qui l'amène à se remarier une deuxième puis une troisième fois. Il est proche du parent de sa défunte épouse, Kim Ok-gyun, qui lui apporte illumination et réflexion dans sa jeunesse. Il se rapproche ensuite de Park Yeong-hyo, le grand-père de Park Chan-ju (en) (la femme du prince Yi U (en)).
Il est issu d'une famille aristocratique, ce qui lui permet de gravir rapidement les échelons politiques. En 1883, il rejoint la toute première mission coréenne aux États-Unis (en). À son retour en 1884, il participe à l'infructueux coup d'État de Gapsin. Il est contraint à l'exil et passe 10 ans aux États-Unis, travaillant pendant un certain temps comme messager au Bureau de l'Éducation, gagnant un salaire très modeste. Il est rappelé en Corée où il est nommé ministre de la Justice et où il mène plusieurs réformes importantes. Il est ensuite envoyé à Londres en tant qu'envoyé coréen au Jubilé d'or de la reine Victoria avant de retourner en Corée pour devenir conseiller privé du roi. Il est renvoyé à Washington en tant qu'envoyé où il exerce les fonctions de ministre.
Il meurt le 17 juillet 1897 à Washington des suites d'une maladie de quelques jours à la suite d'une chute à vélo. Ses restes sont incinérés.

## Anecdote
Le 4ème arrière-grand-père de Seo Gwang-beom est le frère aîné de la reine Jeongseong (en).
Seo Jae-pil et Seo Jae-chang (en) sont ses cousins au cinquième degré car ils partagent le même quatrième arrière-grand-parent.